# Luis R. Alonso
Luis Rodríguez Alonso (Palencia, c. 1887-Madrid, 1929) fue un fotógrafo y cineasta español.

## Biografía
Nacido hacia 1887 en Palencia, se dedicó a la fotografía, alcanzando en su tierra natal gran popularidad.Comenzó su incursión en el cine como operador en las primeras cintas de Pérez Lugín, y fue uno de los principales elementos de las sociedades editoras Patria Film, Atlántida y Goya Films. Como operador rodó, entre otras producciones, La chavala, La revoltosa, Maruxa, Los chicos de la escuela y La calumnia.
Más adelante asumió la responsabilidad de director en varias películas, entre las que se encontraron La sobrina del cura, Por un milagro de amor, La loca de la casa, El orgullo de Albacete y Las estrellas. Hacia el final de su vida reanudó sus tareas como camarógrafo y rodó El guerrillero Juan Martín, el Empecinado. Falleció el 12 de diciembre de 1929 en Madrid, a la edad de cuarenta y dos años.